# Ethnologia Europaea
Die Ethnologia Europaea. Journal of European Ethnology – so der genaue Titel – ist eine internationale Fachzeitschrift für Europäische Ethnologie, welche 1966 vom schwedischen Volkskundler Sigurd Erixon zusammen mit Kollegen aus Jugoslawien, Portugal und Frankreich gegründet worden ist, um der sprachlich bedingten Isolierung einzelner nationaler Wissenschaften entgegenzuwirken. Seither erscheinen zwei Hefte pro Jahr – offene sowie Themenhefte. Anfangs beschäftigte man sich mit Fragen des traditionellen Kanons; ab den 1980er Jahren widmete man sich vermehrt theoretischen und methodologischen Problemen. Zu den Chefredakteuren gehörten Professoren: Bjarne Stoklund; Orvar Löfgren und Regina Bendix; Marie Sandberg und Monique Scheer. Die aktuellen Herausgeber sind Alexandra Schwell und Patrick Laviolette.
Seit Anfang 2015 ist Ethnologia Europaea auch die offizielle Zeitschrift von SIEF: die Mitglieder der International Society for Ethnology and Folklore bekommen dann die Zeitschrift als Teil ihrer Mitgliedschaft.
Die Zeitschrift erschien bis 2018 im Museum Tusculanums Forlag der Universität Kopenhagen. 2019 bis 2024 erschien sie auf der Plattform der Open Library of Humanities, einem open-access Verlag. Seit 2024 erscheint die Zeitschrift bei Berghahn in der Open Anthro-Reihe.
Zu den bekanntesten Autoren der Ethnologia Europaea zählen Orvar Löfgren, Regina Bendix, Mart Bax (2013 als Betrüger demaskiert), Leopold Kretzenbacher, Arnold Niederer, Ingeborg Weber-Kellermann, und Marilyn Strathern.